# Kovačevići (Cazin)
Kovačevići falu Bosznia-Hercegovinában, a Bosznia-hercegovinai Föderáció Una-Szanai kantonjában.

## Fekvése
Bosznia-Hercegovina északnyugati részén, Bihácstól légvonalban 22, közúton 34 km-re északra, Cazintól légvonalban 7, közúton 10 km-re északnyugatra, a Gračanica és Hajdarovac-patakok völgyei között fekvő erdős, dombos területen, a Cazinból Velika Kladušára vezető út mentén fekszik. Házai kisebb csoportokban szétszórtan helyezkednek el a falu területén.

## Népessége
| Nemzetiségi csoport | Népesség 1991 | Népesség 2013 |
| ------------------- | ------------- | ------------- |
| Szerb               | 0             | 0             |
| Bosnyák             | 825           | 876           |
| Horvát              | 3             | 1             |
| Jugoszláv           | 0             | 0             |
| Egyéb               | 0             | 9             |
| Összesen            | 828           | 886           |

## Története
A falu már a középkorban is létezett. Középkori templomának helyét B. Raunig azonosította a Crkvina nevű helyen, amikor egy 10x10 méteres területen építőanyag törmeléket talált. A falak ma már nem láthatók, de a körülötte elterülő középkori temető nagy részét feltárták, a falu egyik házába pedig domborműves sírkő volt befalazva.
A középkorban ez a terület gyakran határterületet jelentett, ezért konfliktusok színhelye volt, ezt bizonyítja az a sok vár és erőd, amelyet még a törökök bevonulása előtt építettek ezeken a területeken. Az egyik a Gračanica-torony, amely a falutól délre, az azonos nevű patak völgyétől nyugatra, a patak jobb partjának közelében épült.
Muszlim falu, gyülekezete a čajići gyülekezethez tartozik. A mecset is ott található.